# 徐華清
徐華清（？—1850年），山東臨淄（今山東淄博市東臨淄）人，清朝軍事將領、武狀元。

## 生平
嘉慶十三年，登進士一甲第一名，授頭等侍衛、大門上行走、署督標右營遊擊。次年捐參將。嘉慶二十一年，任甘肅甘州城守營參將。道光二年，任哈密協副將。道光九年，授陝西潼關協副將。道光十一年，改靜甯協副將。道光十三年，署河洲鎮總兵。道光十五年，任永固協副將、河州鎮總兵。道光十七年，改喀什噶爾換防總兵。道光二十二年，署固原提督、西甯鎮總兵。道光二十三年，任福建陸路提督。